# Distrito de Beja
El distrito de Beja es uno de los dieciocho distritos que, junto con Madeira y Azores, forman Portugal. Con capital en la ciudad homónima, limita al norte con Setúbal y Évora, al este con España, al sur con Faro y al oeste con el océano Atlántico.
Pertenece a la provincia tradicional del Baixo Alentejo, en la mitad sur de la región de Alentejo. Con una superficie de 10 229,05 km², es el mayor distrito portugués. Población residente (2011): 152 758 habs. Densidad de población: 14,93 hab./km². 

## Geografía
El distrito de Beja corresponde a la mitad sur de la llanura alentejana, irrigada por cursos de agua en general pequeños y que casi se secan en verano, y cruzada en su totalidad por sierras bajas y poco inclinadas. 
El principal accidente del distrito es el valle del río Guadiana, que atraviesa de norte a sur su parte oriental, y que separa la llanura principal de un territorio entre el río y la frontera española que, conjuntamente con las sierras del Algarve que limitan el distrito al sur (sierra de Monchique, sierra de Caldeirão y sierra de Espinhaço de Cão) son las áreas más accidentadas y de mayor altitud del distrito: La sierra de Adiça y los primeros picos de la Sierra Morena española sobrepasan los 500 m de altitud. Además de estas elevaciones, sólo la sierra del Cercal, en el límite con el distrito de Setúbal cerca de Vila Nova de Milfontes y la sierra del Mendro en el límite con el distrito de Évora, al norte de Vidigueira son dignas de mención, alcanzando 341 y 412 m de altitud, respectivamente.
En la red hidrográfica, además del Guadiana y de sus muchos pero poco caudalosos afluentes, hay dos otras cuencas hidrográficas relevantes: la del río Sado, que nace en el distrito, en las inmediaciones de Ourique y se dirige al distrito de Setúbal, y la del río Mira, que nace en la sierra de Caldeirão y desemboca en el Atlántico junto a Vila Nova de Milfontes. Además de estas redes, penetran también en el distrito partes de la cuenca hidrográfica del río Arade, cuya nacimiento es muy próximo a la del Mira pero se dirige al Algarve y de la Ribera del Seixe, cuyo valle sirve de frontera con el Distrito de Faro. En el distrito de Beja se encuentran algunos embalses de grandes dimensiones, especialmente el mayor del país, el embalse de Alqueva (Río Guadiana, dividido con el distrito de Évora y con España), el embalse del Chança (Río Chança, dividido con España), El embalse de Santa Clara (Río Mira), el embalse del Monte da Rocha (Río Sado) el embalse do Roxo (Ribera del Roxo) y el embalse de Odivelas (Ribera de Odivelas). 
La costa es rocosa y se extiende casi en línea recta de norte a sur, siendo los principales accidentes la desembocadura del Mira y el Cabo Sardão.

## Subdivisiones
El distrito de Beja se subdivide en los siguientes 14 municipios:
- Aljustrel
- Almodôvar
- Alvito
- Barrancos
- Beja
- Castro Verde
- Cuba
- Ferreira do Alentejo
- Mértola
- Moura
- Odemira
- Ourique
- Serpa
- Vidigueira

En la actual división principal del país, el distrito se encuentra totalmente incluido en la Región Alentejo. En lo relativo a subregiones, la subregión del Baixo Alentejo incluye 13 municipios, y el de Odemira pertenece a la subregión del Alentejo Litoral. En resumen:
- Región Alentejo
  - Alentejo Litoral
    - Odemira

  - Baixo Alentejo
    - Aljustrel
    - Almodôvar
    - Alvito
    - Barrancos
    - Beja
    - Castro Verde
    - Cuba
    - Ferreira do Alentejo
    - Mértola
    - Moura
    - Ourique
    - Serpa
    - Vidigueira